# MSI Mega Sky 55801

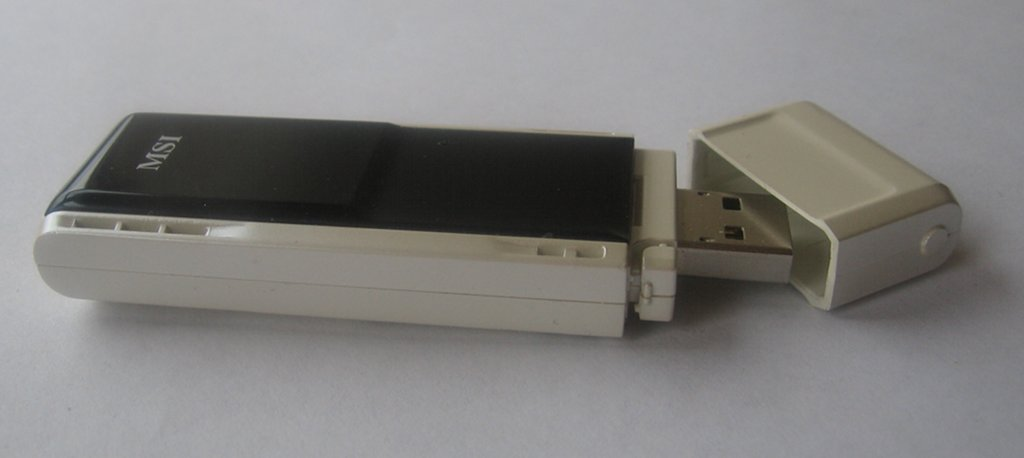
MSI Mega Sky 55801 exterior

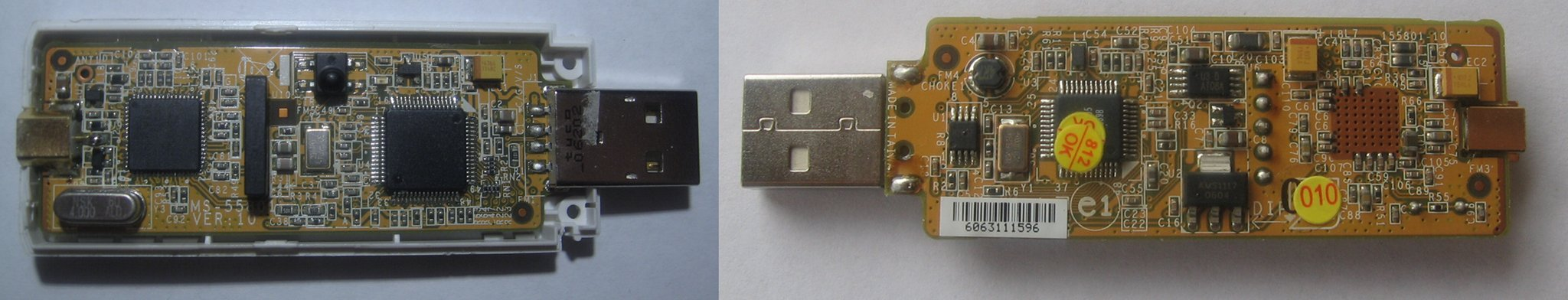

El Mega Sky 55801, comercializado como el Mega Sky 580 es una tarjeta sintonizadora de televisión DVB-T con conexión USB 2.0 creado y comercializado por MSI. Se entrega con una antena portátil bastante más gruesa que la mayoría de competidores, un adaptador de antena y un CD-ROM con drivers, el programa sintonizador Presto! PVR 5.0 de NewSoft y DirectX 9.0c
El dispositivo es soportado por GNU/Linux desde el kernel 2.6.21.
También hay una versión del Mega Sky 580 que utiliza un desmodulador Zarlink MT352 y requiere un firmware para Linux.

## Prestaciones
- Ver DVB-T normal y HD
- Oír radio digital DVB-T
- Grabación en directo y programada (PVR)
- Soporta Time-Shifting y Auto Scan
- Teletexto y Guía electrónica de programas (EPG)
- Captura de fotogramas a BMP y JPG
- Escritorio de video para visualizar el vídeo como fondo de escritorio de movimiento.
- Soporte de control remoto
- Compatible Windows Media Center
- Soporte multilenguaje incluyendo: Inglés, francés, alemán, italiano, portugués, español, chino tradicional

## Detalles técnicos
- Sintonizador Quantek QT1010
- Demodulador Zarlink ZL10353
- Puente USB Genesys Logic GL861
- Conector MCX (microcoaxial) para la antena
- Conector USB 2.0, que pasa el flujo de transporte MPEG-2 completo al multiplexador software.
- Control remoto

### Identificación
```
Bus 001 Device 007: ID 0db0:5581 Micro Star International Mega Sky 5580 DVB-T Tuner
Device Descriptor:
 bLength                18
 bDescriptorType         1
 bcdUSB               2.00
 bDeviceClass            0 (Defined at Interface level)
 bDeviceSubClass         0 
 bDeviceProtocol         0 
 bMaxPacketSize0        64
 idVendor           0x0db0 Micro Star International
 idProduct          0x5581 Mega Sky 5580 DVB-T Tuner
 bcdDevice            1.02
 iManufacturer           2 PC-DTV Receiver
 iProduct                3 PC-DTV Receiver
 iSerial                 4 00000001
 bNumConfigurations      1
 Configuration Descriptor:
   bLength                 9
   bDescriptorType         2
   wTotalLength           80
   bNumInterfaces          2
   bConfigurationValue     1
   iConfiguration          0 
   bmAttributes         0xa0
     (Bus Powered)
     Remote Wakeup
   MaxPower              500mA
```

## Requisitos del sistema
Oficialmente requiere de un compatible IBM PC con puerto USB 2.0 o superior, con un microprocesador Intel Pentium III o Intel Celeron con núcleo Coppermine-128, a 800 MHz o AMD Athlon o AMD Duron o equivalentes x86. No se ha reportado su uso con otros procesadores y/o plataformas, pero al estar soportado en Linux cabe la posibilidad de su uso.

### Microsoft Windows
Requiere de Windows 2000 SP4 o Windows XP SP2 o superior, siendo soportado por Windows Media Center, un mínimo de 256 MiB de memoria RAM (2000/XP) y una Tarjeta gráfica con 32 MiB de VRAM o superior compatible con DirectX 9.0c (incluido en el CD-ROM de soporte), lectora de CD-ROM (para la instalación del software) y 1 GiB de espacio libre en el disco duro para programa y drivers.

### GNU/Linux
Soportado desde 2.6.21, requiere un Núcleo Linux 2.6.23 para funcionar correctamente, no precisando firmware. No obstante la combinación QT1010+ZL10353 es problemática. si se producen problemas en la recepción, probar a reducir la fuerza de la señal, desconectando amplificadores o utilizando un atenuador de señal.

### Ejemplo de salida del Kernel
```
# dmesg
[ 6413.760114] usb 1-1: new high speed USB device using ehci_hcd and address 7
[ 6413.967529] usb 1-1: configuration #1 chosen from 1 choice
[ 6413.970611] dvb-usb: found a 'MSI Mega Sky 55801 DVB-T USB2.0' in warm state.
[ 6413.970682] dvb-usb: will pass the complete MPEG2 transport stream to the software demuxer.
[ 6413.975257] DVB: registering new adapter (MSI Mega Sky 55801 DVB-T USB2.0)
[ 6413.986510] DVB: registering adapter 2 frontend 0 (Zarlink ZL10353 DVB-T)...
[ 6414.014463] Quantek QT1010 successfully identified.
[ 6414.014478] dvb-usb: MSI Mega Sky 55801 DVB-T USB2.0 successfully initialized and connected.
[ 6414.036228] input: PC-DTV Receiver PC-DTV Receiver as /devices/pci0000:00/0000:00:02.1/usb1/1-1/1-1:1.1/input/input13
[ 6414.036405] generic-usb 0003:0DB0:5581.0006: input,hidraw0: USB HID v1.01 Keyboard [PC-DTV Receiver PC-DTV Receiver] on usb-0000:00:02.1-1/input1
```